# 伊万娜·安德烈斯
伊万娜·安德烈斯·桑斯（西班牙語：Ivana Andrés Sanz；1994年7月13日—），西班牙女子职业足球运动员，司职中后卫，目前效力于国际米兰足球俱乐部和西班牙国家女子足球队。2023年，她代表西班牙参加国际足联女子世界杯并夺得冠军。